# Epectaptera miniata
Epectaptera miniata är en fjärilsart som beskrevs av Rothschild. Epectaptera miniata ingår i släktet Epectaptera och familjen björnspinnare. Inga underarter finns listade i Catalogue of Life.